# Johann Rudolf Hüssy
Johann Rudolf Hüssy (* 21. Januar 1918 in Safenwil, heimatberechtigt ebenda; † 1. Mai 2004 in Oberembrach) war ein Schweizer Offizier und Pionier der Panzertruppe.

## Leben
Johann Rudolf Hüssy absolvierte eine Lehre beim Schweizerischen Bankverein und besuchte anschliessend die Handelsschule in Aarau. Seine Berufslaufbahn begann er 1937 als Buchhalter bei der Schuhfabrik Bally. Anfänglich diente er in der Schweizer Milizarmee. 
Ab 1945 wurde er Berufsoffizier als Instruktor der Mechanisierten und Leichten Truppen. Ende 1947 begleitete Hüssy eine Delegation des damaligen Eidgenössischen Militärdepartements nach Pilsen, um Exemplare des legendären Jagdpanzer 38 aus Überschussbeständen der ehemaligen deutschen Wehrmacht als Panzerjäger für die Schweizer Armee zu übernehmen und anschliessend  eine Schweizer Version als Panzerjäger G13 bezeichnete Panzerjäger einzuführen. Von 1948 bis 1954 bildete er angehende Kader und Besatzungen an diesen Panzerjägern aus. Auch bei der Einführung des britischen Kampfpanzers Centurion ab Frühjahr 1955 wirkte Hüssy als Generalstabsoffizier mit, indem er die Ausbildungsvorschriften für das neue Kampffahrzeug verfasste und bei der Truppe umsetzte. Ab 1956 bis 1958 war Major Hüssy erster Kommandant der neu geschaffenen und mit dem Centurion ausgerüsteten Panzerabteilung 12. Von 1961 bis 1965 führte er in Thun die Panzerschulen. Ab Ende der 1960er-Jahre war er als Mitglied der Panzerkommission MLT der Erste, welcher die Anwendung von militärischer Operations Research zur Simulation von Panzer-/ Panzerabwehrgefechten empfahl. 
Ab 1972 war er bis 1979 als Oberstdivisionär Kommandant der Mechanisierten Division 4.
Hüssy war an der Planung für moderne Ausbildungsanlagen in Thun und am Auf- und Ausbau von Waffen- und Schiessplätzen beteiligt. So hielt er 1968 die Eröffnungsansprache auf dem Waffenplatz in Bure JU im Jura, wo er erster Kommandant dieses Waffenplatzes wurde.